# 라코치교

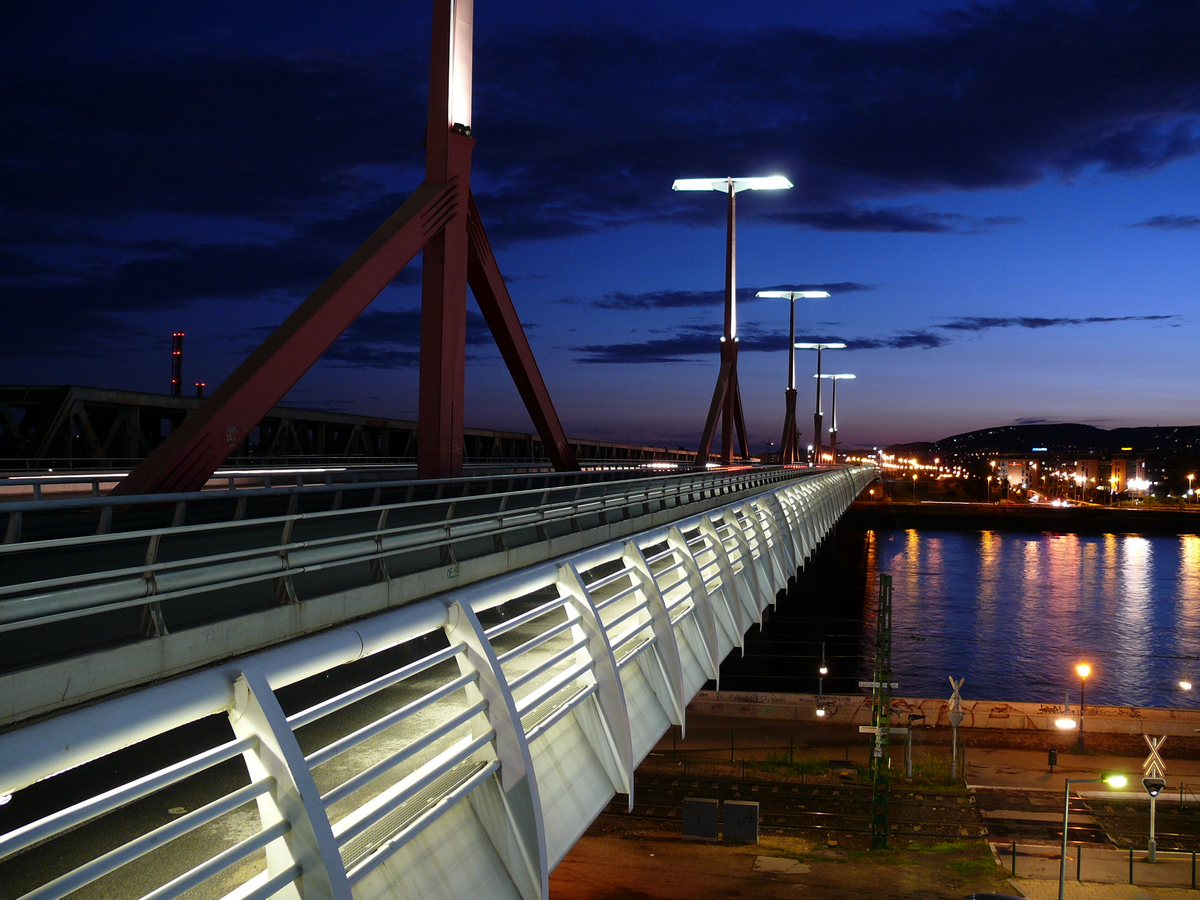
라코치교

라코치교(헝가리어: Rákóczi híd)는 헝가리 부다페스트에 있는 교량으로, 다뉴브강을 가로지른다. 부더와 페슈트를 잇는다. 교량 건설은 시그라이 티보르의 계획에 따라 1992년에 시작되었다.
이 다리는 라코치 가문의 이름을 따서 지어졌지만, 여전히 라지마뇨시교(Lágymányosi híd)라고도 불린다. 이 다리는 부다페스트에서 가장 남쪽에 있고 두 번째로 새로운 공공 다리로 1995년에 개통되었다.
다리는 전차 노선을 수용하도록 설계되었다. 이를 위해 다리 중앙은 비워두었지만 선로는 배치되지 않았다. 다리는 2015년 1월까지 재건축될 예정이었지만 국가 교통 당국의 요구로 인해 개통이 지연되었다. 그들은 1000톤으로 한 번 더 하중 시험을 요구했고 그 후 연장된 전차 구간을 개통했다.